# Fugl Fønix
Fugl Fønix er en dansk dokumentarfilm fra 1984 med instruktion og manuskript af Jon Bang Carlsen.

## Handling
Iscenesat dokumentar med en skildring af en amerikaner, der lærer folk at bruge skydevåben så de senere kan forsvare sig selv.